# Piotr Medyceusz
Piotr Medyceusz, zwany również Podagrykiem - Il Gottoso (ur. 1416, zm. 2 grudnia 1469) – władca Florencji w latach 1464–1469.
Był najstarszym synem Kosmy I Medyceusza i Contessiny de Bardi.
Po śmierci ojca musiał stawić czoła opozycji przewodzonej przez Lukę Pittiego. Po zwycięstwie mógł wprowadzić rządy bardziej autorytatywne niż jego ojca.

## Potomstwo
3 czerwca 1444 ożenił się z Lukrecją Tornabuoni (1427–1482), córką Franciszka Tornabuoniego i Selvaggii Alessandri. Para miała siedmioro dzieci, m.in.:
- Biankę (1445–1505),
- Lukrecję (1448–1493), nazywana Nanniną dla odróżnienia od matki,
- Wawrzyńca (1449–1492),
- Juliana (1453–1478).

Piotr miał również nieślubną córkę z nieznaną z imienia kobietą:
- Marię (1455–1479), od 1474 żonę Lionetta de Rossiego, dyrektora lyońskiej filii banku Medyceuszy.